# Најављује се убиство
Најављује се убиство (енгл. A Murder is Announced) је детективски роман Агате Кристи који је први пут објављен у Великој Британији од стране издавачке куће "Collins Crime Club" у јуну 1950. и у САД од стране издавачке куће "Dodd, Mead and Company" истог месеца. Издање у Великој Британији се продавало за осам шилинга и шест пенија, а издање у САД за 2,5 долара.
У роману се појављује њена детективка Џејн Марпл. Убиство је објављено у месним новинама у малом селу, а госпођица Марпл је боравила у тамошњем бањском хотелу на неким третманима. Она је радила са инспектором Кредоком из окружне полиције.
Роман је био добро прихваћен при објављивању. Примедбе су укључивале: „Заплет је генијалан као и увек, писање пажљивије, дијалог и мудар и духовит.“ и „Не баш један од њених врхунских, али веома глатка забава“. Убица је „побегао на земљу у сјајно спроведеној салонској игри“ и „Ова јубиларна јединица је вешта и генијална измишљотина какву је Агата Кристи измислила за много година.“ Каснији преглед је био помало помешан: „Сјајна прерада стандардне Кристине поставке и поступка, нарушена само вишком убистава на крају.“
Књига је у великој мери промовисана по објављивању 1950. године као Кристина педесета књига, иако се у ствари до ове бројке могло доћи само рачунајући збирке кратких прича и у Великој Британији и у САД.
„Далеко сродна“ прича је раније била истражена у Кристиној причи о госпођици Марпл „Дружбеница“ где су ликови такође живели у Малом Педоксу.

## Радња
У новинама Чипинга Клегхорна појављује се обавештење: „Најављено је убиство које ће се десити у петак 29. октобра у Малом Педоксу у 18.30. Пријатељи прихватају ово, једину наговештај.“ Ово изненађује Летишу Блеклок, власницу виле "Мали Педокс". Она се спрема за госте те вечери. Сељани се јављају са одређеним занимањем. Како сат откуцава 6.30, светла се гасе, а врата се отварају и појављује се човек са заслепљујућом батеријском лампом који захтева од гостију да не мрдају. Игра се завршава када је он упуцан у просторију. Када су се светла поново упалила, госпођица Блеклок крвари, а маскирани човек је мртав на земљи. Дружбеница госпођице Блеклок Дора „Бани“ Банер препознаје човека као Рудија Шерца, Швајцарца који је радио у месном хотелу и недавно од Летише тражио новац.
Сцена плус разговори са свима који су јој били сведоци навели су полицију да одустане од случаја, али инспектор Кредок није задовољан. Он сазнаје да је Шерц раније чинио кривична дела ситних крађа и кривотворења. Затим Кредок упознаје госпођицу Џејн Марпл на ручку са својим шефом и сер Хенријем Клитерингом у хотелу у коме је Шерц радио. Кредок доводи госпођицу Марпл да помогне у случају пошто су се њени предлози показали тачним. Шерцова девојка Мирна Харис каже Кредоку да је Шерц плаћен да се појави као разбојник - пали момак, како је рекла госпођица Марпл. Није рекао ко га је платио. Полиција сматра да је права мета Летиша Блеклок, а да је Шерца убио његов непознати послодавац да би га спречио да све ода.
Инспектор Кредок открива уље на шаркама врата у салону за која се сматра да се не користе. Бани помиње да је сто донедавно био постављен уз врата што додатно поткрепљује објашњење да се неко искрао иза Шерца и пуцао на Летишу.
Побуда за напад на госпођицу Блеклок је непосредна јер ће она ускоро наследити велико богатство. Радила је за финансијера Рендала Гедлера. Имање Рендала Гедлера прешло је на његову супругу Бел која је на самрти. Када Бел умре, госпођица Блеклок ће наследити све. Ако она умре пре Бел, имање иде у руке „Пип“ и „Еме“ близнаца Рендалове отуђене сестре Соње. Соња је прекинула све везе са братом пре 20 година због брака са Димитријем Стамфордисом.
Кредок путује у Шкотску да упозна Бел и сазнаје да ни Бел ни Летиша не знају где су сада Соња, Димитри, Ема и Пип. Нико не зна како изгледају одрасли близанци. Бел прича о Летишиној сестри Шарлот која је имала гушавост. Њихов отац лекар није веровао у операцију гушавости. Шарлот је постала самотница јер јој се гушавост погоршала. Др. Блеклок је умро непосредно пре Другог светског рата, а Летиша је напустила посао код Гедлера да би одвела своју сестру у Швајцарску на операцију. Две сестре су дочекале рат у Швајцарској. Шарлот је изненада умрла од туберкулозе. Летиша се сама вратила у Енглеску.
Госпођица Марпл пије чај са Бани. Бани сумњичи Патрика Симонса. Он, његова сестра Џулија и млада удовица Филипа Хејмс бораве у Малом Педоксу као гости. Бани помиње да су пастир и пастирица у кући замењени. Њихов разговор је прекинут када је стигла Летиша.
Летиша приређује рођенданску прославу за Бани и позива скоро све који су били у кући када је Шерц убијен. Куварица Мици прави своју посебну торту под називом "Укусна смрт". После забаве, Бани је заболела глава па је узела мало аспирина из бочице у Летишиној соби. Следећег јутра, Бани је пронађен мртва, отрована.
Кредок је открио да су слике Соње Гедлер уклоњене из старих албума. Кредок проналази стара Летишина писма Шарлот на тавану у Малом Педоксу. Госпођица Марпл упоређује једно са тренутним писмом.
Када је свештеникова мачка угасила лампу у парохијском дому, последњи траг долази на своје место за госпођицу Марпл.
Госпођица Блеклок добија писмо од праве Џулије Симонс и она се суочава са својим кућним гостом који открива да је Ема Стамфордис. Она пориче да је покушала да убије госпођицу Блеклок и каже да није видела свог близанца Пипа од када су били мали. Родитељи су им се развели и свако је узео по једно дете. Кредок претпоставља да је Пип мушкарац.
Госпођице Хинчлајф и Мургатројд, присутне при убиству Шерца, схватају да је госпођица Мургатројд стајала иза отворених врата и да није била заслепљена лампом. Могла је да види ко је у соби. Они схватају да је особа која је изашла из собе када су се светла угасила дошла иза Шерца, убила њега и ранила госпођицу Блеклок. Баш када је госпођица Мургатројд схватила да једна особа није у била просторији, телефон је зазвонио и неко је позвао госпођицу Хинчлајф да оде. Док се Хинчлајфова возила, Мургатројдова је истрчала вичући: "Она није била ТАМО!". На повратку кући, госпођица Хинчлајф је понудила да повезе госпођици Марпл и заједно су открили Мургатројдино тело задављено. Хинчлајфова је испричала госпођици Марпл о њиховој расправи.
Инспектор Кредок окупља све у "Малом Педоксу" где Мици тврди да је видела како госпођица Блеклок пуца у Шерца. Кредок одбацује њену тврдњу и оптужује Едмунда Светенама да је Пип. Међутим, Филипа Хејмс признаје да је она Пип. Кредок затим оптужује Едмунда да жели да се ожени богатом женом убивши госпођицу Блеклок како би Филипа била богата. Док Едмунд то пориче, из кухиње се чуо врисак и сви затичу госпођицу Блеклок како покушава да удави Мици у лавабоу. Када је госпођица Блеклок чула глас Доре Банер који јој говори да престане, она је пустила Мици, предала се и хапси је наредник Флечер.
Госпођица Марпл објашњава да је Летиша умрла од упале плућа у Швајцарској. Свесна да Летиша треба да наследи богатство, Шарлот се представљала као своја преминула сестра и вратила се у Енглеску годину дана раније у село где ју је мало људи познавало. Избегавала је људе који су добро познавали Летишу, попут Бел Гедлер, и прекрила је грло ниском бисера како би сакрила ожиљке од операције. Руди Шерц ју је невино препознао пошто је радио у швајцарској болници где је имала операцију. Шарлот га је убила да би спречила да разговара са било ким. Унајмила је Шерца и натерала га да стави на оглас да добије сведоке. Подмазала је врата и излизала кабл од лампе који је касније скратила тако што је полила водом када је све ометало звоњење сата па је просторија изненада пала у мрак. Она је тада дошла иза Шерца и упуцала га, а своје уво сецнула маказама за нокте пре повратка. Те ноћи је заменила похабану лампу новом (Пастир уместо Пастирице, како је Бани рекла). Бани је познавала обе сестре од детињства. Шарлот је узела Бани у своје поверење у вези са наследством, али не и са убиством Шерца. Бани ју је понекад звала "Лоти" (од Шарлот) уместо "Лети" (од Летиша). Бани је могла да открије истину па је Шарлот отровала аспирин. Ејми Мургатројд је схватила да је госпођица Блеклок једина особа чије лице није било осветљено лампом Рудија Шерца. Шарлот је чула Хинкчлајфин и Мургатројдин разговор и убила Мургатројдову чим је Хинкчлајфова отишла
Госпођица Марпл је убедила Мици и Едмунда да играју улоге у откривању Шарлот Блеклок. Филипино признање да је Пип није било очекивано. Инспектор Кредок је наставио да тврди да Едмунд јури Филипин новац. Мици је пристала да послужи као мамац, а госпођица Марпл је опонашала Банин глас како би навела Шарлот да се сломи и призна.
На крају је Мици преузела нову функцију у близини Јужног Хамптона. Филипа и Ема су наследиле Гедлерово богатство. Едмунд и Филипа су се венчали и вратили у Чипинг Клегхорн да живе.

## Време радње
Радња овог романа одвија се непосредно после Другог светског рата, рата који је годинама после пореметио живот у Енглеској. Ликови у роману се и даље баве купонима за рационализацију хране и законима који их подржавају. Ово отежава комуникацију са полицијом јер људи у селу користе трампу као и купоне да би добили храну која им је потребна. Даље, нарушене су везе међу људима у селу, како познају и прихватају људе нове у селу, што је кључни аспект у овом роману.
Роберт Барнард примећује да је Кристин први роман Тајанствени догађај у Стајлсу „један од ретких Кристиних романа усидрених у времену и простору: ми смо у Есексу током Првог светског рата“. Изгледа да у његовом коментару на све Кристине романе и кратке приче недостају јаке везе са временом и местом као у роману Убиство је најављено.

## Ликови
- Госпођица Џејн Марпл, старија уседелица и детективка почетница.
- Инспектор Дермот Кредок, главни детектив на случају.
- Сер Хенри Клитеринг, начелник Скотланд Јарда у пензији, консултује се са начелником полиције. Он препоручује својој старој пријатељици госпођици Марпл да помогне полицији. Он је Кредоков кум, али то није рекао Рајдсдејлу.
- Главни полицајац Џорџ Рајдсдејл, начелникокружне истраге, Кредоков шеф.
- Летиша Блеклок, власница виле "Мали Педокс", у својим 60-им
- Шарлот Блеклок, много вољена Летишина сестра; Бел Гедлер је рекла инспектору Кредоку да је Шарлот умрла у Швајцарској
- Дора Банер, њена лепршава другарица из детињства, обично позната по свом надимку "Бани"
- Патрик Симонс, млади рођак госпођице Блеклок. Зове је „тетка“ због разлике у годинама.
- Џулија Симонс, Патрикова сестра.
- Мици, инострана домаћица и куварица госпођице Блеклок, млада избеглица из средње Европе.
- Филипа Хејмс, млада удовица са малим сином Харијем у интернату. Она је гошћа у "Мелом Педоксу" и ради као вртларка у близини. Она има тајне.
- Пип и Ема Стамфордис, деца близанци Соње и Димитрија, алтернативни наследници свог ујака Рендала. Госпођица Блеклок је рано препознала Пип пошто Пип личи на мајку. Госпођица Блеклок ово није рекла директно. Други су то сазнали тек на крају. Ема је позната Патрику Симонсу.
- Пуковник Арчи Истербрук, стари пуковник који се управо вратио из Индије
- Лора Истербрук, његова знатно млађа, гламурозна супруга
- Госпођа Светенам, удовица која обожава свог одраслог сина Едмунда
- Едмунд Светенам, цинични млади писац који је заљубљен
- Госпођица Хинчлајф, физички способна жена која се бави пољопривредом у малом обиму
- Госпођица Ејми Мургатројд, слатка и кикоћућа сапутница госпођице Хинчлајф
- Бел Гедлер, умирућа удовица Летишиног бившег богатог послодавца Рендала Гедлера
- Џулијан Хармон, свештеник
- Дајана "Крпица" Хармон, попадија. Она је ћерка добрих пријатеља госпођице Марпл, зове је тетка Џејн.
- Тиглат Пилесер, свештеникова мачка[13]
- Руди Шерц, младић швајцарског порекла, рецепционер у месним топлицама и мали крадљивац
- Мирна Харис, девојка овог последњег, конобарица у месним топлицама
- Капетан Роналд Хејмс, отуђени Филипин супруг, речено је да је погинуо у борбама у Италији
- Детектив наредник Флечер, помаже Кредоку
- Позорник Лег

## Помињање других дела
Едмунд Светенам објављује да је написао „бучну фарсу у три чина“ под називом „Слонови заборављају“. Агата Кристи је касније написала роман под називом „Слонови памте“ са Херкулом Поароом. „Шерц“ је био назив швајцарског издавача (Шерц Верлаг) који је објавио роман „Пет прасића“ 1944. на немачком.

## Књижевни значај и пријем
Након пет година нерецензије ниједног Кристиног детективског романа, Џулијан Макларен-Рос из часописа Књижевни додатак Времена је раскошно похвалио књигу у броју од 23. јуна 1950: „Нови роман госпође Агате Кристи увек заслужује да буде постављен на челу било ког списка детективске фикције и њене педесете књиге Убиство је најављено чврсто утврђује њену тврдњу на престо откривања. Радња је генијална као и увек, писање пажљивије, дијалог и мудар и духовит док се неизвесност ствара од самог почетка и вешто се одржава све до коначног открића. Ту ће заиста паметан читалац предвиђати, и иако је госпођица Кристи као и обично скрупулозно поштена у разбацивању својих трагова, потребна је велика пажња на текст ако до исправног решења загонетке треба доћи пре него што проницљива госпођица Марпл разоткрије кривца.“ Рецензија је закључила: „Госпођица Кристи има још неколико изненађења у рукаву осим главног и (ово се може много рећи без кварења читаоцу задовољства) она још једном отвара нови терен стварајући слабог и љубазног убицу који је ипак одговоран за смрт троје људи.
Морис Ричардсон је за издање часописа Посматрач 4. јуна 1950. године рекао: „За своју педесету књигу изабрала је удобно, стамбено сеоско окружење са својом омиљеном детективком, сребрнокосом, оштром уседелицом госпођицом Марпл која се појавила одложено. Не баш једна од њених врхунских, али веома глатка забава. Председник владе (Клемент Атли), који је њен ватрени обожавалац, могао би прикладно да прослави овај јубилеј тако што ће је прогласити Дамом." (Тек 1971. је Кристијева добила звање ДБЦ).
Норман Шарпнел у издању часописа Чувар 9. јуна 1950. напоменуо је да је ово Кристина 50. књига и рекао да је убица „побегао на земљу у сјајно спроведеној салонској игри“.
Неименовани рецензент часописа Дневна звезда Торонта 30. септембра 1950. изнео је мишљење да „ Убиство је најављено показује сав вешт и добро васпитана легенда која се може очекивати од Агате Кристи... Ова јубиларна књига је вешта и генијална измишљотина Агате Кристи која је успешна много година."
Роберт Барнард: „Сјајна прерада стандардног Кристиног окружења и поступака, поремећена само вишком убистава на крају. Књига је далеко повезана са причом „Дружбеница“ из збирке прича Тринаест проблема.“
У часопису "Бинг!" чланак часописа Недељна забава (26. децембар 2014. – 3. јануар 2015.), писци су на списак „Девет великих Кристиних романа“ уврстили и роман Убиство је најављено као „омиљено у НЗ-у“.

## Прилагођавања

### Позориште
Лесли Дарбон је прилагодио роман у позоришну представу 1977. Прво га је у Краљевском театру у Брајтону представио Питер Сондерс – који је на позорницу донео Кристину Мишоловку – а затим 21. септембра 1977. у лондонском театру "Водвил" који је он је тада поседовао.
Представа је први пут обишла Аустралију 2013. Џуди Фар тумачила је госпођицу Марпл, Роберт Грабо инспектора Кредока, а Либи Манро Филипу Хејмс. Представу је режирао Дарен Јап.

### Телевизија
Антологијска серија НБЦ-ја Театар године емитовала је екранизацију Вилијама Темплтона 30. децембра 1956 са Грејси Филдс у улози госпођице Марпл, Роџером Муром у улози Патрика Симонса и Џесиком Тенди у улози Летише Блеклок.
Роман је екранизовао Алан Платер 1985. са Џоан Хиксон у улози госпођице Марпл и Урсулом Хејлс у улози госпођице Блеклок у режији Дејвида Џајлса за ББЦ-ову серију Госпођица Марпл. Урађено је само неколико измена: Мици је преименована у Хана и за њу је речено да је Швајцаркиња (у књизи је њена народност непозната). У роману је свештеник имао мачка Тиглата Пилезера док у екранизацији има мачку Дилајлу.
Године 2005. је роман екранизован као део прве сезоне ИТВ-ове серије Марпл у којој су се појавиле Џералдин Мекјуан као госпођица Марпл, Зои Ванамејкер као Летиша Блеклок, Кили Хос као Филипа Хејмс, Елејн Пејџ као Дора Банер, Чери Лунги као Сејди Светенам, Кетрин Тејт као Мици и Александар Армстронг као инспектор Кредок. Екранизација је урађена верно, а једина измена је крај код кога је госпођица Хинчлајф стргла госпођици Блеклок бисере са врата (у роману их је госпођица Блеклок сама случајно покидала) и што госпођица Блеклок није покушала да убије Мици него је било обрнуто за разлику од романа.
Роман је екранизован као епизода француске телевизијске серије Мала убиства Агате Кристи из 2015. године.
Роман је екранизовн као део корејске телевизијске серије из 2018. Госпођица Ма, Немезис.
ТВ Асахи је екранизовао роман 2019. са Икијем Савамуром и Маом Даичијем у главним улогама под називом Посебна драма: Убиство је најављено. Ова драма је променила главну улогу у главног инспектора из Управе градске полиције Токија.

### Радио
Роман је за радио прилагодио Мајкл Бејквел, а Џун Витфилд тумачила је улогу госпођице Марпл, Сара Лосон улогу госпођице Блеклок. Режирао је Енид Вилијамс. Драма је емитована у пет полусатних епизода. Први пут је емитована на ББЦ Радију 4 у августу 1999.